# チャンド・ブリッジ
チャンド・ブリッジ（ウルドゥー語: چنڈ پل、英: Chund Bridge）は、パキスタン・イスラム共和国（通称：パキスタン）のシェナブ川に架かる、歩行者、自動車、鉄道およびトラック用の鉄道道路併用橋である。
地元では、チャンド・プル（英: Chund Pull）として知られている。
当橋梁は、パキスタン国内で最古の橋梁の一つである。
当橋梁は、ジャング県Chund Bharwanaの近くに位置している。
延長は750メートルである。
当橋梁の名称は、最寄りの町「Chund Bharwana」にちなんでいる。
当橋梁は、ジャングから14キロメートルの場所にある。
当橋梁の下流側には、新しい道路橋が架けられている。この橋梁は、2008年1月15日より建設が開始され、2010年7月15日に完成している。
建設業者は Ghulam Rasool & Company (Pvt) Ltd. であり、建設費用は8億4,795.9万ルピー、もしくは9億ルピー（1,475万米ドル）である。